# Бартель, Жози
Жози́ Барте́ль (фр. и люкс. Josy Barthel; 24 апреля 1927, Мамер, Люксембург — 7 июля 1992, Люксембург) — легкоатлет, единственный люксембургский обладатель олимпийского золота.
Родился Жози Бартель в городке Мамер. В 1947 и 1948 годах Бартель на чемпионатах мира среди военных завоевал три золотые медали в беге на средние дистанции. На Олимпийских играх 1948 года в Лондоне он занял место в десятке. В 1952 году в Хельсинки Жози Бартель занял первое место в беге на 1500 метров с олимпийским рекордом, став вторым олимпийским медалистом в истории Люксембурга после марафонца Мишеля Теато, чемпиона игр 1900 года. Победа Бартеля была совершенно неожиданной — настолько, что церемонию награждения пришлось отложить, поскольку руководителю оркестра, исполняющего государственный гимн, потребовалось время на поиски нот. Также Бартель принимал участие в Летней Олимпиаде 1956 года, но медалей не завоевал, после чего завершил выступления.
В 1962—1972 годах Бартель возглавлял Люксембургскую легкоатлетическую федерацию, а в 1973—1977 году — Олимпийский комитет Люксембурга.
В честь Жози Бартеля в столице страны был назван стадион, на котором проводит свои домашние встречи сборная Люксембурга по футболу.